# Timofiej Prochorow
Timofiej Wasiljewicz Prochorow, ros. Тимофей Васильевич Прохоров (ur. 22 stycznia 1894 w miejscowości Bagajewskaja nad Donem, zm. 13 lipca 2004 w Monachium) – pustelnik rosyjski rezydujący w Monachium, nazywany ojczulkiem Timofiejem (Väterchen Timofei).

## Życiorys
Opuścił Rosję w czasie II wojny światowej, kiedy wycofujące się wojska niemieckie skonfiskowały jego wóz konny, a samego Prochorowa zmuszono do pracy w charakterze woźnicy. Jak sam później mówił, w tym okresie miał pierwsze wizje maryjne. Po kilkuletniej podróży po Europie osiadł w Wiedniu (gdzie poznał przyszłą żonę Nataszę) i próbował wznieść świątynię prawosławną. Po odmowie miejscowych władz opuścił Wiedeń i zdecydował się zamieszkać na przedmieściach Monachium (1952).
W Monachium, w dzielnicy Oberwiesenfeld, wzniósł z gruzów i rozmaitych resztek najpierw kapliczkę, później bazylikę. Mieszkał wraz z Nataszą (zawarli związek małżeński dopiero w 1972) w pustelni przy świątyni. Znany wśród mieszkańców Monachium, zwłaszcza w środowisku emigrantów rosyjskich, stał się bohaterem batalii społecznej na przełomie lat 60. i 70., kiedy okazało się, że świątynia stoi na terenach przeznaczonych pod budowę obiektów olimpijskich na igrzyska 1972. Po serii protestów architekt obiektów sportowych Günter Behnisch zdecydował się zmodyfikować plany.
Od tego czasu pustelnia Prochorowa zyskała międzynarodową sławę, stając się jedną z atrakcji Monachium. Świątynię – Kościół Przyjaźni Wschodnio-Zachodniej – nazywano „ukochaną nielegalną budową Monachium”. Pod koniec lat 80. pustelnię wykorzystywano jako symbol organizowanego w Parku Olimpijskim międzynarodowego festiwalu muzycznego Tollwood.
Po śmierci żony Nataszy (1977) Timofiej Prochorow żył samotnie, otoczony legendą, dożywając sędziwego wieku. Nazywano go „Matuzalemem z Oberwiesenfeld”, „pustelnikiem Parku Olimpijskiego”, „symbolem Monachium”. Na dwa lata przed śmiercią ze względu na pogarszający się stan zdrowia przeniósł się do domu starców, gdzie zmarł, kończąc pół roku wcześniej 110 lat. Już w 1996 wyznaczył na kolejnego opiekuna swojej świątyni rosyjskiego energoterapeutę Aleksandra Pienkowskiego. Ojczulek Timofiej nie zrealizował swojego marzenia – chciał być (wraz z żoną) pochowany obok świątyni, władze pozwoliły jedynie na postawienie tam symbolicznego nagrobka.
Został pochowany na Cmentarzu Zachodnim w Monachium.